# 硬齒鴨嘴獸
硬齒鴨嘴獸（Steropodon galmani）是一種史前的單孔目，或是產卵的哺乳動物，生存於下白堊紀阿爾布階。牠是鴨嘴獸的最早的親屬。
硬齒鴨嘴獸的化石只有一個蛋白石化的顎骨及三顆臼齒，於澳洲新南威爾士閃電山脊發現。牠是中生代最大的哺乳動物，約有40-50厘米長。下臼齒長約5-7毫米，闊3-4毫米，而其他中世代的哺乳動物臼齒只有1-2毫米長。牠的臼齒像獸亞綱的三尖齒，但牠沒有下內錐，且上臼齒沒有原尖。

## 外部連結
- Australia's Lost Kingdoms